# Петар Милошевић (археолог)
Петар Милошевић (1930 — 2002) српски је археолог, који је живео у Сремској Митровици.

## Биографија
Рођен је 8. марта 1930. у Сремској Митровици, ту је завршио основну и средњу школу и ту је још као гимназијалац постао сарадник Музеја Срема. Завршио је класичну археологију на Филозофском факултету у Београду, где је и докторирао 1978. године са тезом о сирмијумским некрополама, а потом стекао и звање научног сарадника Археолошког института САНУ.
У свом научном раду највише се испољио проучавајући археологију и историју античког Сирмијума и римску културу у Срему, али и на широј територији Србије и Југославије.
Написао је преко 70 студија и научних прилога, који су објављени у стручним југословенским и иностраним часописима, око 140 популарних радова, књига и публикација, као и више од 700 запажених новинских чланака и фељтона.
Аутор је, такође, неколико сценарија за документарне филмове.
Добитник је више југословенских признања за свој научни рад и популаризацију античке културе на нашем простору.
Од стране научника и стручњака назван је „оцем историје Срема“.
Увршћен је у књигу 1000 најзнаменитијих научника 20. века од стране америчког библиографског завода.
Преминуо је јуна месеца 2002. у свом родном граду, којем је посветио цео свој живот и радни век. У смрт је отишао онако како је живео и стварао. Тихо и усамљенички.
У централном градском парку у Сремској Митровици постављена је биста са његовим ликом.